# Uvac
 Ovo je glavno značenje pojma Uvac. Za selo na istoimenoj rijeci pogledajte Uvac (Rudo, BiH).
Uvac je rijeka u Srbiji i BiH. Na rijeci su izgrađene HE Kokin Brod (20 MW) i HE Uvac (31 MW) i tri umjetna jezera: Sjeničko, Zlatarsko i Radoinjsko. Voda iz Radoinjskog jezera provodi se tunelom dužine 8029 m, i kroz dvije cijevi dužine 1234 m, s padom od 377 m, dovodi do turbina HE Bistrica, a zatim otječe u Lim. To je promijenilo prirodni tok rijeke Uvac.

## Tok rijeke
Izvire jugoistočno od Jadovika, a na Zlatibor dolazi kod sela Ojkovice, gdje u njega utječe Tisovica. Odatle teče pored sela Negbine, Burađe, Sjeništa, Dobroselice i Jablanice, primajući mnoge pritoke. Veće su: Šupljica (ulijeva se u Uvac u Negbini), Rasnički potok (ulijeva se u Rasnici) i Dobroselički i Šaranski potok (ulijevaju se u Dobroselici). Zbog svojih uglavnom nepristupačnih kanjona, u selu Uvcu se nalaze manastiri: manastir Uvac i manastir Dubrava, ali bilo je i mnogih drugih, kojih danas nema, kao što je legendarni manastir Janja, opjevan u narodnoj pjesmi "Miloš u Latinima" kao jedna od najvažnijih nemanjićkih zadužbina. Vjeruje se da se današnji manastir Uvac nalazi na Janjinom mjestu.
Uvac je glavna pritoka rijeke Lim. Nekoliko zadnjih kilometara, rijeka Uvac predstavlja granicu između Srbije i BiH. Dio pruge Beograd - Bar prolazi rijekom Uvac, taj dio je inače sporan i pripada BiH.
Na samom Uvcu se nalaze i sela Štrpci, naselje Uvac u blizini graničnog prijelaza Uvac. U narodu je odavnina Uvac bio poznat kao granica Srbije i Turske, tuda su u vrijeme Miloša Obrenovića postavljeni "uduti" koji će ostati do završetka Prvog balkanskog rata 1912. godine. Povijesno je poznato da su zbjegovi 1690. godine prelazili preko Pribojske Banje, zatim se spuštali preko Crnog Vrha do prelaza na Uvcu a dalje prema Zlatiboru i sjeveru. Dugo vremena su šume bile pune hajduka, a kasnije razbojnika i ubojica, koji su uništeni odlučnim akcijama serdara Jovana Mićića i narodne vlasti.

## Vanjske poveznice
|  | Zajednički poslužitelj ima još gradiva o temi Uvac |